# Yá-sou
Yá-sou – międzynarodowa grupa muzyczna utworzona przez Milo Kurtisa i Wojciecha Waglewskiego w 1973 roku (w składzie również Grażyna Waglewska i Elektra Kurtis-Stewart).
Zespół wykonywał mieszankę jazzu, folku, muzyki poważnej i etnicznej inspirowanej kulturami Azji, Afryki oraz Ameryki Północnej i Południowej. Wraz z przejściem Kurtisa do grupy Osjan w 1975 roku Yá-sou wstrzymało działalność. W roku 1994 po przeniesieniu się do San Francisco Kurtis postanowił reaktywować zespół w składzie:
- Milo Kurtis - instrumenty perkusyjne
- Horatio Altan - instrumenty perkusyjne
- Peter Apfelbaum - saksofon, instrumenty perkusyjne, śpiew
- Jai Uttal - gitara

## Dyskografia
- Tribute to Don Cherry